# حديقة مارشال
حديقة مارشال أو مشتل وحدائق دوبيوك النباتية (تبلغ مساحتها 56 أكر (230,000 م2)) هي مشتل وحدائق نباتية أنشئت عام 1980.   تقع الحديقة في مدينة دوبيوك في ولاية آيوا الأمريكية. 